# 19603 Monier
19603 Monier este un asteroid din centura principală de asteroizi.

## Descriere
19603 Monier este un asteroid din centura principală de asteroizi. A fost descoperit pe 13 iulie 1999 la Socorro, New Mexico, în cadrul proiectului LINEAR. Asteroidul prezintă o orbită caracterizată de o semiaxă mare de 2,72 ua, o excentricitate de 0,08 și o înclinație de 7,1° în raport cu ecliptica.